# Sison amomum
Espèce
Classification phylogénétique
Sison amomum, le Sison amome, Sison aromatique ou Sison à feuilles de panais, est une espèce de plantes à fleurs de la famille des Apiaceae. C'est une plante herbacée bisannuelle originaire d'Europe (incluant la France, dont la Corse), d'Asie et d'Afrique du Nord.